# Phare de Cayo Jaula
Le phare de Cayo Jaula (en espagnol : Faro de Cayo Jaula) est un phare actif situé sur Cayo Jaula (ceb), sur le littoral nord de la province de Ciego de Ávila, à Cuba.

## Histoire
Cayo Jaula est une petite caye située à 4 km au nord-ouest de Cayo Coco, dans l'archipel de Jardines del Rey.

## Description
Ce phare est une tour métallique à claire-voie, avec une galerie et une lanterne de 18 m de haut. La tour est peinte en blanc. Il émet, à une hauteur focale de 21 m, un éclat blanc par période de 10 secondes. Sa portée est de 10 milles nautiques (environ 19 km).
Identifiant : CU-0326 - Amirauté : J4917 - NGA : 110-12788 .

### Lien connexe
- Liste des phares de Cuba